# Ярмо

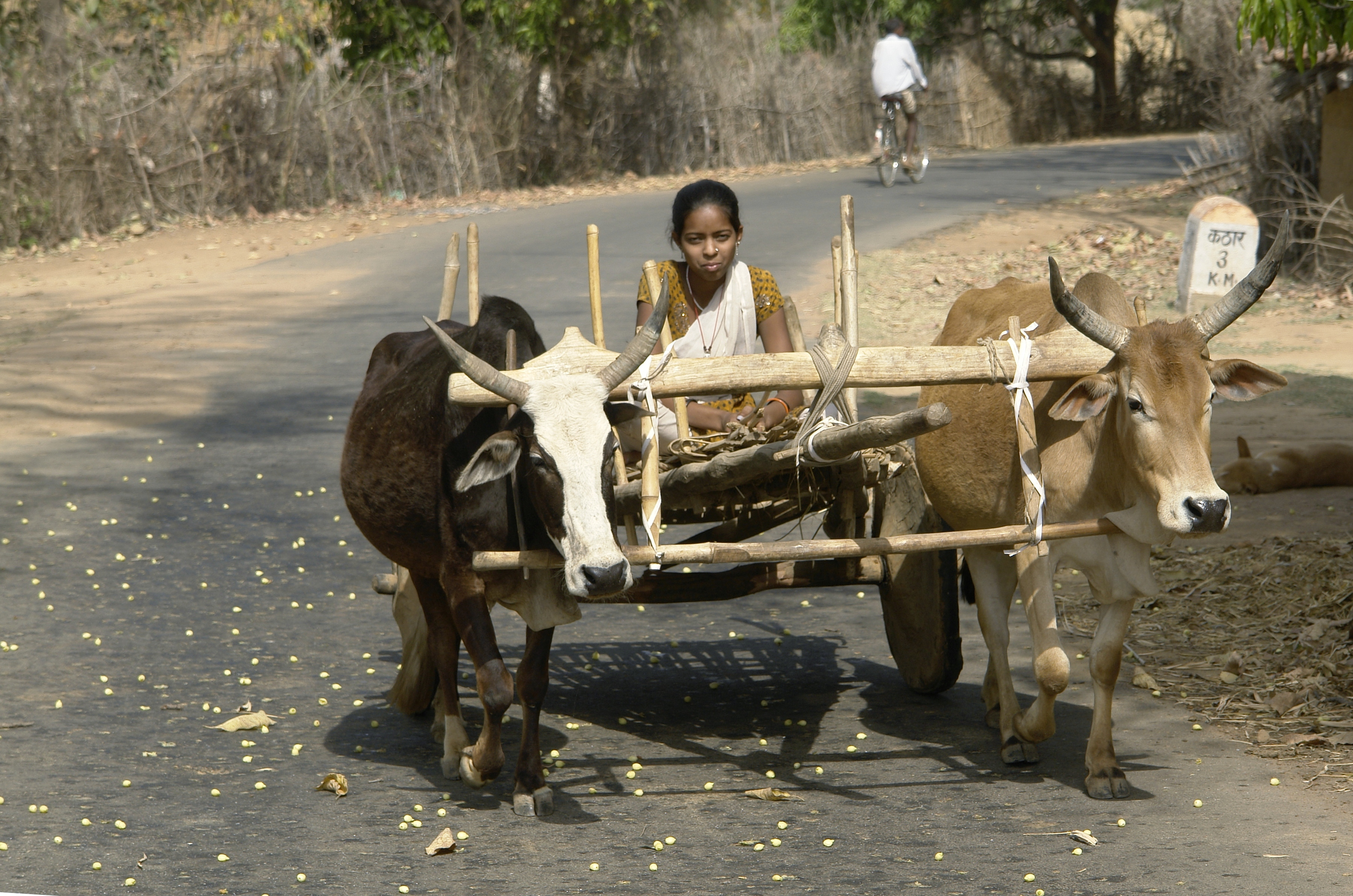
Тележка Баллок с ярмом

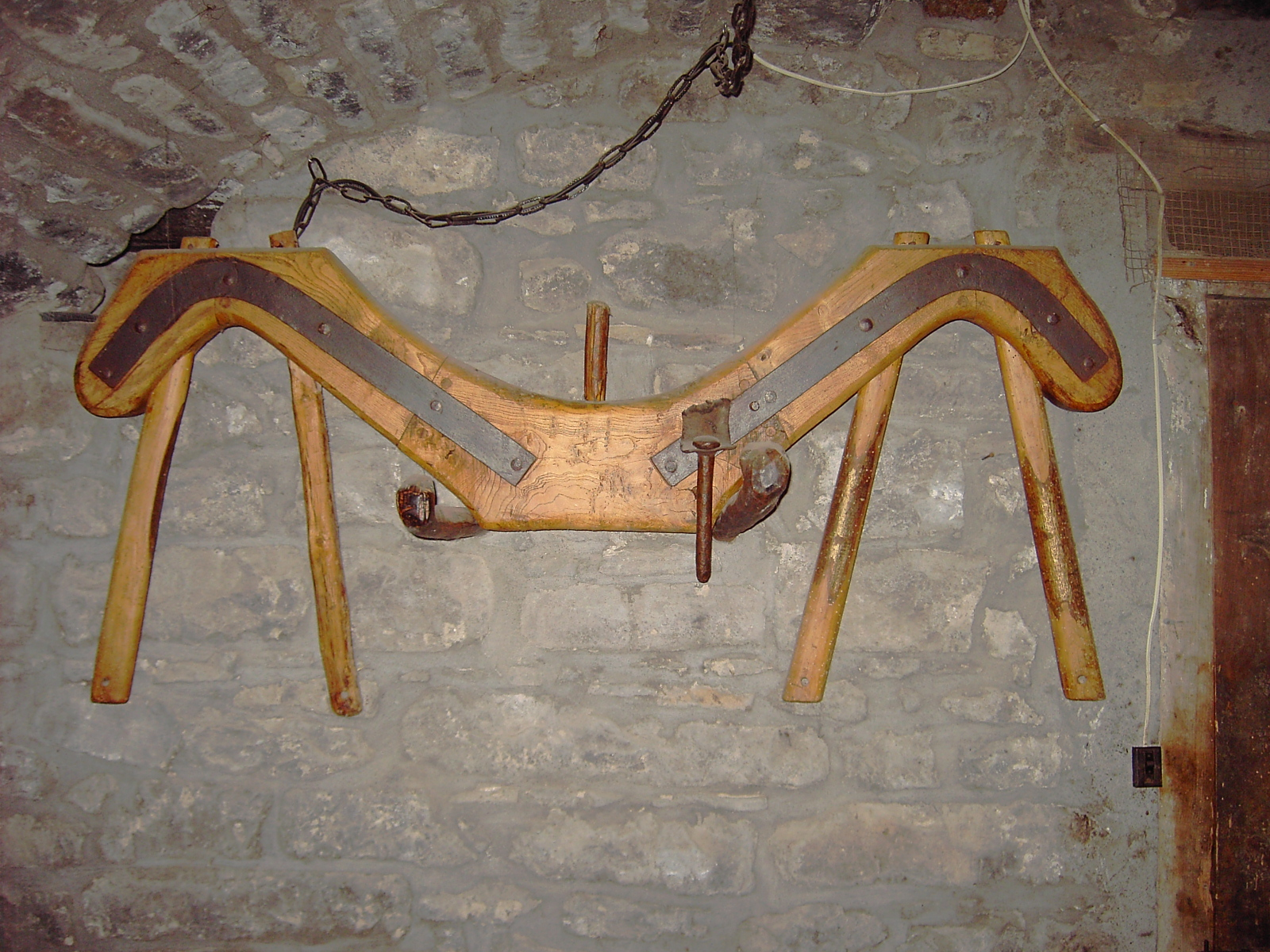
Ярмо

Ярмо́ — деревянный хомут для упряжки рабочего рогатого скота (волов).
В переносном значении: бремя, тяжесть. Например, ярмо самодержавия, ярмо колониализма. Устарелый синоним слова иго  приобрел переносное значение.

## Описание
Различают ярмо головное, из него выделяют лобное (прилегает внутренней поверхностью с подушкой ко лбу и прикрепляется к рогам ремнями) и затылочное (также прикрепляется к рогам), и ярмо зашейное.
В южной части России употреблялось зашейное ярмо, которое зацеплялось за дышло (вие) простым деревянным (лозовым) кольцом и запирается на шее притыкой.

## В культуре
В Древнем Риме и у некоторых других народов проведение под ярмом было позорящим обрядом, который противник совершал над сдавшимся ему войском.
В Евангелии от Матфея (Матф. 11:29, 30) говорится: «…возьмите иго Моё на себя и научитесь от Меня, ибо Я кроток и смирен сердцем, и найдете покой душам вашим. ибо иго Моё благо, и бремя Моё легко». Благодаря этому изображения ига, то есть ярма, стало атрибутом персонифицированного послушания. Иногда в этом же смысле оно изображается возлагаемым на плечи коленопреклонённого монаха его аббатом. Оно же стало эмблемой некоторых членов династии Медичи: папа Лев X принял эту эмблему с девизом Suave («Благо», от Jugum enim meum suave est, 11:30).
В XX веке перекрещенные ярмо и стрелы стали символом Испанской Фаланги.

## Галерея

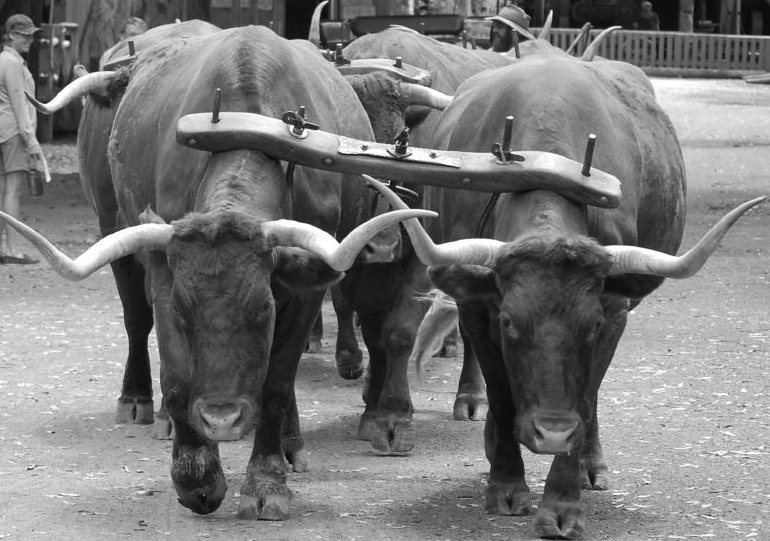
Лук коромысла на упряжке волов
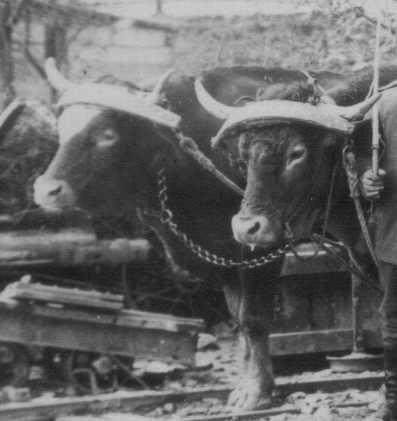
Быки в Германии в коромыслах
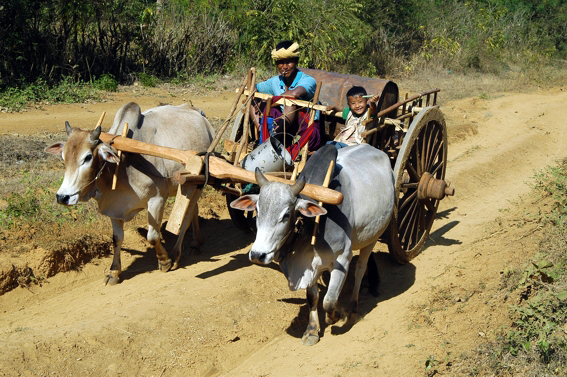
Хомуты для холки, используемые в Бирме
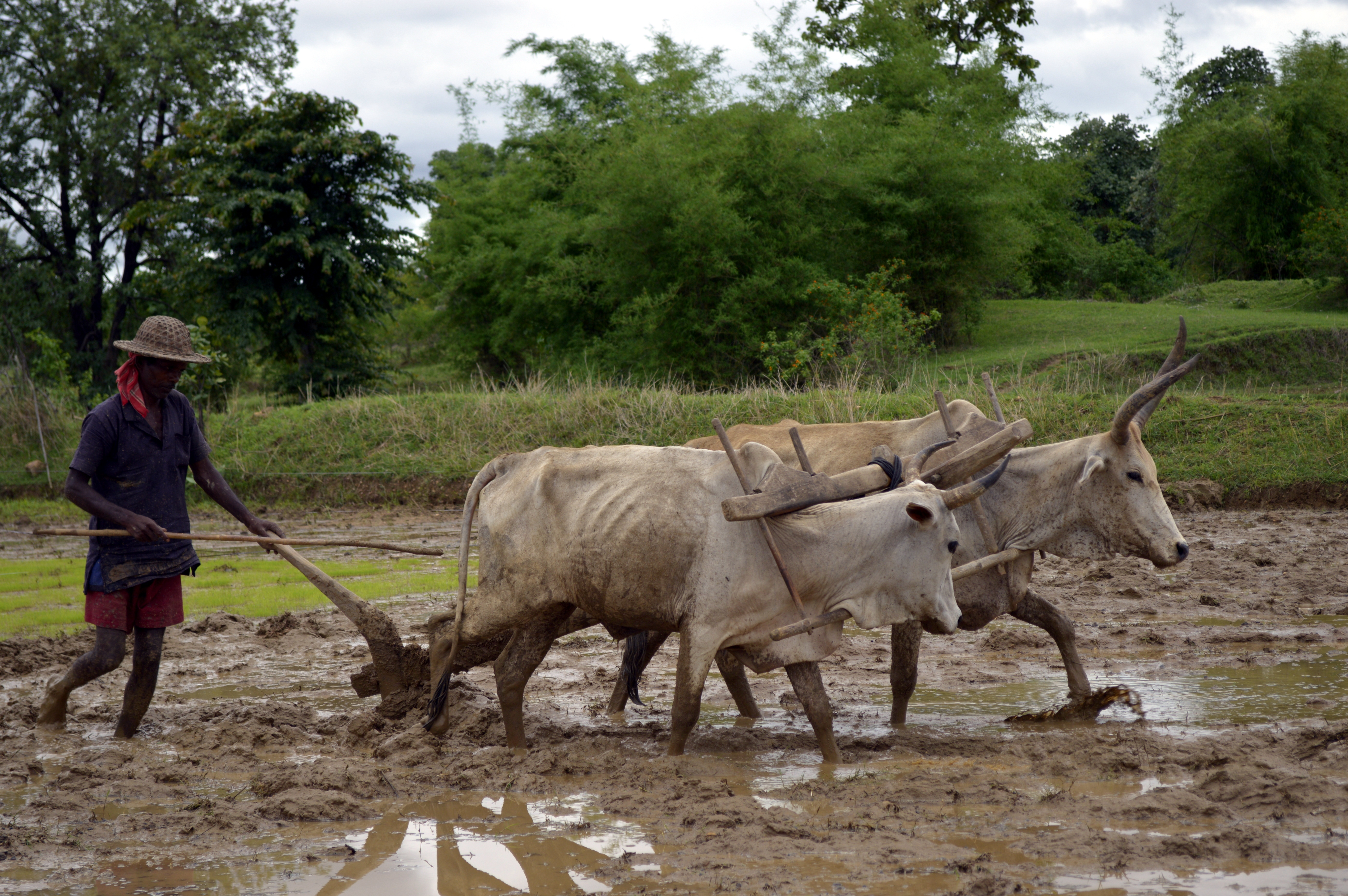
Хомут на быка для вспашки, Индия
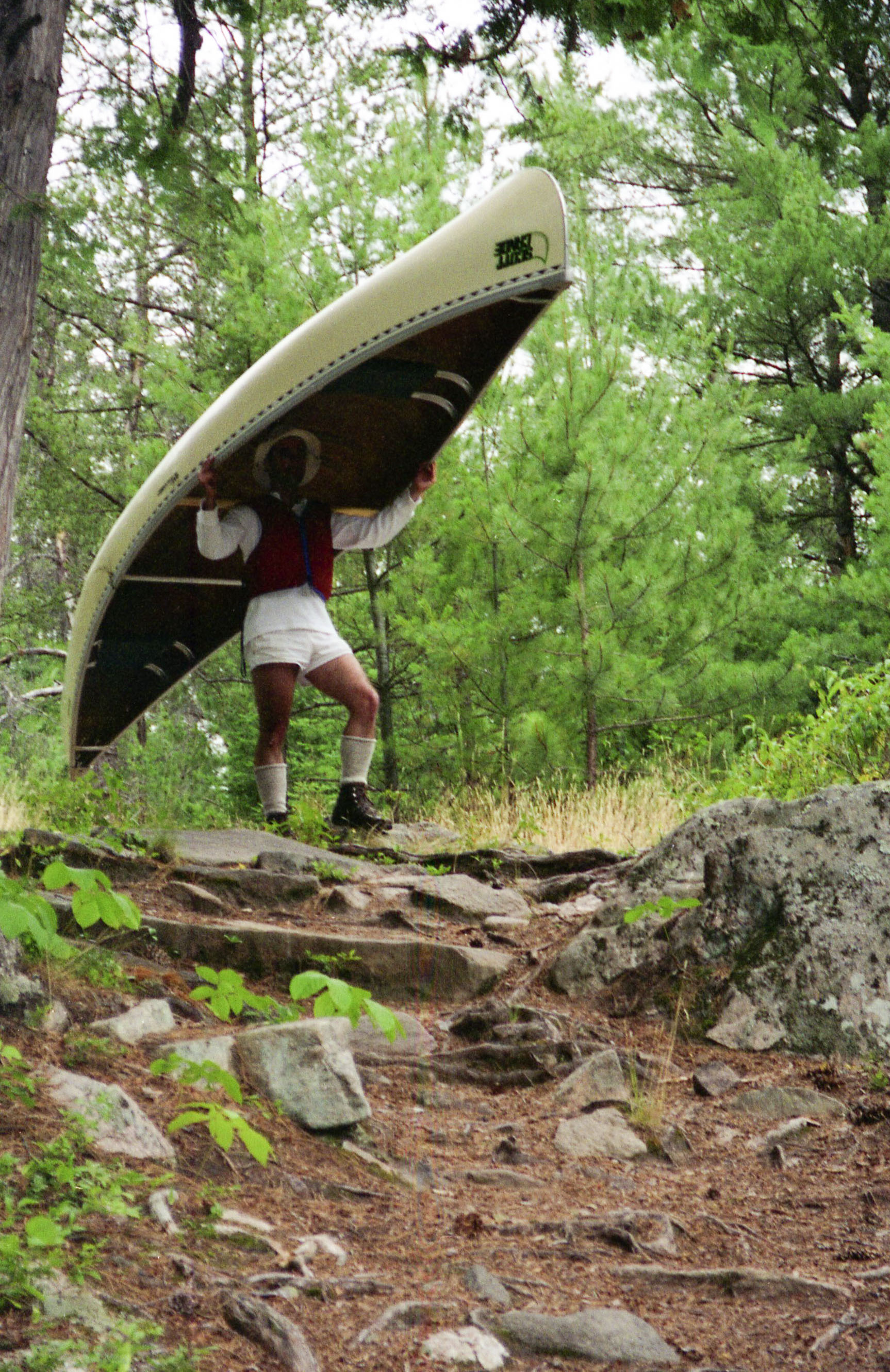
Перемещение каноэ между озерами на коромысле